# La gaucha
La gaucha es una película argentina en blanco y negro de Argentina que se estrenó el 27 de abril de 1921 en el cine Smart Palace, dirigida por José Agustín Ferreyra sobre su propio guion escrito en colaboración con Leopoldo Torres Ríos, protagonizada por Lidia Liss, Elena Guido, Jorge Lafuente y Enrique Parigi.

## Sinopsis
José María, un peón de campo, persigue el amor de Rosita, la hija del capataz de la estancia, que también es pretendida por Ernesto, el hijo del patrón que está pasando un tiempo en el lugar. Otros personajes son Marga, una mujer con "toda la belleza de las pampas, toda la fuerza de la raza y todo el amor de la naturaleza". y Judith, la amante maltratada de Ernesto.

## Reparto
- Lidia Liss como Marga, la gaucha.
- Elena Guido como Justiniana, la malquerida.
- Elsa Rey como Rosita, la hija del capataz.
- Yolanda de Maintenon como Judith, la víctima.
- María Halm como Una mujer, otra víctima.
- Rosa Guido como Juanita, la ardilla.
- Jorge Lafuente como José María, el peón de campo.
- Enrique Parigi como Ernesto Valvi, el hijo del patrón.
- Álvaro Escobar como Lamento, el trovador del pago.
- Armando Barbé como Juancho, el buen muchacho.
- José Pla …Don Pablo, el capataz.
- Eduardo Leal Pizano como Jorgito, el impecable.
- Antonio Magatón como Don Braulio, Tata viejo.

## Comentario
Jorge Miguel Couselo señala que, además de la trama dramática, la película contiene algunos reclamos sociales, tales como las alusiones a la llegada de la "civilización" y al desplazamiento de los "auténticos dueños de las tierras". Dice también que Ferreyra buscaba en forma constante mejoras e innovaciones, como por ejemplo el uso de la iluminación artificial que ya había empezado en La muchacha del arrabal con lámparas de carbón de alta intensidad que sustituía la luz solar utilizada en las salas de filmación vidriadas; en La gaucha el director la vinculó a la trama y así fue que utilizó la iluminación diáfana para mostrar el carácter transparente de los paisanos y sombras, oscuridad y nebulosa para la muerte, el cafetín, la villanía.
El argumento del filme fue publicado posteriormente en forma de folletín, cuya "trama sencillísima y pueril, alrededor del amor puro de una paisana y un capataz de estancia, y el nubarrón, finalmente disipado, de la lascivia con que el hijo del estanciero pretende ganarse a la muchacha".